# Сезух (приток Луха)

Сезух — река в России, протекает в Ивановской и Нижегородской областях. Устье реки находится в 61 км по левому берегу реки Лух. Длина реки составляет 25 км, площадь водосборного бассейна — 175 км².

## Описание течения
Берёт начало в болоте Чистом на границе Чкаловского и Володарского районов Нижегородской области, западнее рабочего посёлка Чистое. В верховьях реки вокруг неё построена сеть каналов на торфоразработках. При впадении Кондрицы слева втекает в Пестяковский район Ивановской области. После впадения Сырбыша (также слева), на правом берегу находится единственный населённый пункт на реке — деревня Сезух. Впадает в Лух немного выше посёлка Фролищи, последние километры протекая по границе Ивановской и Нижегородской областей.

## Данные водного реестра
По данным государственного водного реестра России относится к Окскому бассейновому округу, водохозяйственный участок реки — Клязьма от города Ковров и до устья, без реки Уводь, речной подбассейн реки — бассейны притоков Оки от Мокши до впадения в Волгу. Речной бассейн реки — Ока.
По данным геоинформационной системы водохозяйственного районирования территории РФ, подготовленной Федеральным агентством водных ресурсов:
- Код водного объекта в государственном водном реестре — 09010301112110000033891
- Код по гидрологической изученности (ГИ) — 110003389
- Код бассейна — 09.01.03.011
- Номер тома по ГИ — 10
- Выпуск по ГИ — 0

## Притоки
- река Сырбыш (левый)
- река Кондрица (левый)